# Cyril Baille
Cyril Baille (Pau, 15 settembre 1993) è un rugbista a 15 francese, pilone del Tolosa.

## Biografia
Nativo di Pau, Baille si formò rugbisticamente a Lannemezan (Alti Pirenei) dopo un inizio nel calcio. Dopo cinque anni passati nel club di origine, entrò nel centro di formazione del Tolosa nell'annata 2009-2010. Nel 2012 debuttò in Top 14 contro lo Stade français subentrando a dieci minuti dalla fine a Jean-Baptiste Poux. Nella stessa stagione esordì nelle coppe europee, facendo il suo ingresso dalla panchina nel quarto di finale di Challenge Cup perso contro Perpignano. L'anno successivo giocò per la prima volta anche in Heineken Cup, in un incontro della fase a gironi contro le Zebre. Segnò la sua prima meta a livello professionistico nei quarti di finale del campionato francese 2014-2015 contro l'Oyonnax, risultando decisivo nella conquista della semifinale poi persa contro Clermont. Nel 2018-2019 ottenne il suo primo titolo con il Tolosa con la vittoria del Top 14. Nelle successive cinque stagioni trascorse nel club conquistò altre tre volte il campionato francese (2020-21, 2022-23, 2023-24) e vinse due volte l'European Rugby Champions Cup nelle annate 2020-21 e 2023-24.
A livello internazionale, Baille disputò nel 2013 il Sei Nazioni di categoria e il mondiale giovanile con la selezione francese Under-20.. Nel novembre 2016, il ct Guy Novès lo chiamò nella Francia in sostituzione dell'infortunato Eddy Ben Arous. Dodici giorni dopo esordì in nazionale maggiore contro Samoa, nella prima sfida della sessione autunnale di test-matches della quale giocò tutti gli incontri. Dopo aver disputato tutte le partite del Sei Nazioni 2017 come pilone sinistro titolare, subì la rottura del tendine rotuleo in campionato; questo infortunio lo tenne lontano dalla nazionale fino al tour estivo del giugno 2018, durante il quale subentrò in tutte e tre le sfide contro la Nuova Zelanda. Inizialmente non convocato, fu chiamato da Jacques Brunel nel gruppo allargato di preparazione della Coppa del Mondo di rugby 2019 per rimpiazzare Etienne Falgoux, vittima di un infortunio. Le sue prestazioni nelle amichevoli contro Scozia e Italia gli valsero infine l'inclusione nella squadra definitiva per il mondiale. La competizione iridata lo vide in campo in tre incontri, tra i quali il quarto di finale perso con il Galles. Nel primo biennio di Fabien Galthié come commissario tecnico dei Bleus conquistò undici presenze, segnando la sua prima meta internazionale nel test-match contro il Galles dell'ottobre 2020. Successivamente contribuì alla conquista francese del grande slam nel Sei Nazioni 2022, dove fu titolare in tutte le sfide. Nonostante un infortunio subito nell'incontro preparatorio con la Scozia, fu incluso tra i convocati per la Coppa del Mondo di rugby 2023. Nel corso della competizione iridata disputò tre partite marcando due mete nel quarto di finale perso con il Sudafrica. Al termine dell'annata internazionale fu incoronato miglior pilone sinistro del mondo nel dream team stilato da World Rugby. Ottenne la sua cinquantesima presenza con la nazionale transalpina nella partita con l'Italia del Sei Nazioni 2024.

## Palmarès
- Campionati francesi: 4
Tolosa: 2018-19, 2020-2021, 2022-23, 2023-24
- Champions Cup: 2
Tolosa: 2020-21, 2023-24
- Sei Nazioni: 1
Francia: 2022